# 9. červen
9. červen je 160. den roku podle gregoriánského kalendáře (161. v přestupném roce). Do konce roku zbývá 205 dní. Svátek má Stanislava.

## Události

### Česko
- 1468 – Česko-uherské války: skončila bitva o Třebíč, kde se utkal Matyáš Korvín s vojskem Jiřího z Poděbrad.
- 1848 – Zemský sněm Markrabství moravského přijal usnesení, že od 1. 7. 1848 má být na Moravě zrušena robota.
- 1869 – Gregor Mendel přednáší v Brně o výsledcích svých pokusů s křížením rostlin.
- 1928 – V Brně položili základní kámen budovy Právnické fakulty Masarykovy univerzity. Monumentální budova měla být levým bočním křídlem mnohem většího univerzitního komplexu, který se ale postavit nepodařilo.
- 1933 – Národní shromáždění schválilo zákon o mimořádné moci nařizovací. Nový zákon poskytoval vládě možnost výrazněji než dosud řešit hospodářské problémy země.
- 1934 – Československo uznalo de iure Sovětský svaz.
- 1939 – Nacisté zatkli prvních 1000 Čechů za zabití německého policisty.
- 1942 – Jednotky SS začaly s likvidací obce Lidice.
- 1945 – Pod nátlakem Sovětského svazu podepsána dohoda mezi Československem a SSSR o připojení Podkarpatské Rusi a části východního Slovenska kolem města Čop k SSSR.
- 1958 – V amfiteátru zámecké zahrady v Českém Krumlově zahájilo činnost otáčivé hlediště premiérou hry Güntera Weisenborna Ztracená tvář.
- 1970
  - Při bleskové povodni zahynulo 34 horníků dolu Dukla Šardice a vznikly velké škody v obcích Lovčice, Dražůvky, na trati Čejč–Ždánice i jinde.
  - Veřejnosti byl na titulní straně časopisu Svět motorů představen nový osobní automobil Tatra 613.
- 1972 – I. sjezd Československé strany lidové. Strana jednoznačné podpořila politiku KSČ. Předsedou ČSL byl zvolen Antonín Pospíšil, čestným předsedou Josef Plojhar.
- 1989 – Václavu Havlovi je udělena Mírová cena německých knihkupců.
- 2004 – Město Litovel bylo poničeno tornádem (stupeň F3).
- 2006 – Odstupující ministr obrany Karel Kühnl (US-DEU) podepsal se Steyrem smlouvu o nákupu transportérů.
- 2008 – Dominik Hašek oznámil ukončení své profesionální hokejové kariéry.

### Svět
- 0411 př. n. l. – Athénský převrat uspěl, a podařilo se mu v Athénách nastolit vládu hrstky mocných oligarchii, která ovšem netrvala dlouho.
- 0053 – Římský císař Nero se žení s Claudií Octávií
- 0068 – Římský císař Nero spáchal sebevraždu, když poručil svému sluhovi Epafroditovi, aby mu podřízl krk; tím se vyhnul potupné smrtí umrskáním. Tím skončila Julio-Claudiovská dynastie a začátek občanské války známé jako Rok čtyř císařů
- 0721 – Odo Akvitánský poráží Maury v bitvě u Toulouse
- 1075 – V bitvě u Homburgu  na řece Unstrutě císař Jindřich IV. za pomoci českého knížete Vratislava II. porazil vzbouřené Sasy, vedené Otou z Northeimu a biskupem Burchardem Halberstadtským.
- 1261 – Mamlúcký sultán Egypta Bajbars jmenoval abbásovce Ahmada al-Mustansir billáh. Egyptští Abbásovci vykonávali tuto funkci do roku 1517.
- 1529 – Po náboženské reformaci vyhlásil Curych válku katolickým švýcarským kantonům (Kappelské války).
- 1815
  - Po devíti měsících byl ukončen Vídeňský kongres pod předsednictvím rakouského císaře, uherského a českého krále Františka I., který po napoleonských válkách upravil mezinárodní vztahy soustavou smluv.
  - Lucembursko prohlašuje nezávislost na Francouzské nadvládě
- 1822 – Charles Graham získal patent na umělý porcelánový chrup
- 1884 – V Berlíně byl položen základní kámen budovy Říšského sněmu.
- 1891 – Francouzský malíř Paul Gauguin přijel do Papeete na Tahiti
- 1898 – Hongkong byl přepsán do britského vlastnictví na 99 let počínaje 1. červencem 1898 a konče 30. červnem 1997.
- 1900 – Birsa Munda (25 ), důležitá osoba v indickém hnutí za nezávislost, umřel v britském vězení Ranchi (východní Indie) za záhadných okolností.
- 1905 – Alfonso XIII., král Španělska a prezident Francouzské republiky Émile Loubet se stali terčem útoku při návštěvě Pařížské opery, který přežili
- 1909 – Alice Ramseyová se jako první žena vydala automobilem napříč USA z New Yorku do San Francisca, kam dorazila po 60 dnech.
- 1923 – Během puče byl sesazen bulharský premiér Aleksandar Stambolijski.
- 1928 – Australský pilot Charles Kingsford Smith přistál v Brisbane po 10 dnech letu z Kalifornie s třímotorovým jednoplošníkem Fokker, Southern Cross a vykonal tak první let přes Pacifik.
- 1930 – Na Illinois Central Station byl zavražděn Jake Lingle, reportér Chicago Tribune.
- 1934 – Na filmovém plátně ve Spojených státech se poprvé objevila postavička Kačera Donalda.
- 1935 – Čínská republika, pod vládou Kuomintang, uznala japonskou okupaci v severovýchodní Číně.
- 1944 – druhá světová válka – Francie: v Tulla, němečtí vojáci oběsit 99 civilistů z balkonů města, v odvetě za zabití 40 německých vojáků den předtím při osvobozování měst. Dalších 321 civilistů bylo posláno do koncentračních táborů v Německu, kde 101 přišlo o život.
- 1944 – druhá světová válka: Sovětský svaz napadl východní Karélii okupovanou finskými silami od roku 1941.
- 1946 – Bhumibol Adulyadej převzal vládu, nahradil jeho bratra Ananda Mahidol, který zemřel za podivných okolností.
- 1948 – Založena Mezinárodní archivní rada v Paříži.
- 1954 – Bogotá, Kolumbie, proběhl druhý den útoků armády na studenty Národní univerzity demonstrující proti diktatuře Gustava Rojasa Pinilla
- 1956 – Policie s ručními zbraněmi – na příkaz diktátora Pedra Eugenia Aramburu – střílela peronistické civilisty a vojáky, kteří povstali proti diktatuře ve městě José León Suárez a páchala popravy  na skládce odpadků ve městě. O čtrnáct let později (1. června 1970) Peronistický oddíl Montoneros popravil Aramburu, aby pomstil tyto vraždy.
- 1957 – Rakouská expedice jako první vystoupila na 12. nejvyšší horu světa Broad Peak s 8051 m n. m., nazývanou též K3, v Pákistánu, na hranici s Čínou
- 1958 – Spojené království: královna Alžběta II. slavnostně otevřela letiště Gatwick.
- 1958 – Admirál Américo de Deus Rodrigues Tomás byl zvolen prezidentem Portugalska.
- 1959 – Ve Spojených státech byly slavnostně představeny vojenské ponorky George Washington, schopné nést balistické rakety.
- 1962 – V Tanganice byla vyhlášena republika v rámci Commonwealthu.
- 1967 – Šestidenní válka: Izrael napadl Golanské výšiny v Sýrii.
- 1968 – USA: Prezident Lyndon B. Johnson vyhlásil den smutku po smrti senátora Roberta F. Kennedyho.
- 1968 – Jugoslávie: Prezident Josip Broz Tito schválil několik politických a sociálních reforem po týdnu nepokojů.
- 1973 – Admirál Luis Carrero Blanco složil přísahu jako premiér Španělska.
- 1974 – Portugalsko navázalo diplomatické vztahy se Sovětským svazem.
- 1976 – Ve Španělsku byl přijat zákon opravňující existenci politických stran.
- 1977 – Torcuato Fernández-Miranda odstoupil z funkcí prezidenta španělských Cortes a Rady království.
- 1978 – Církev Ježíše Krista Svatých posledních dnů zpřístupnila kněžství mužům černošského původu.
- 1979 – Byla sestavena Baskická generální rada a Carlos Garaikoetxea byl zvolen prezidentem.
- 1982 – Ve Španělsku byl schválen statut autonomie La Rioja (Španělsko) a regionu Murcia.
- 1985 – Teroristé z Islámské organizace Džihádu unesli v Libanonu anglo-amerického profesora Thomase Sutherlanda. Propuštěn byl v roce 1991.
- 1986 – Rogersova komise vyvodila závěry o explozi raketoplánu Challenger, k niž došlo 28. 1. 1986.
- 1986 – Prezident INI a Volkswagen podepsal v Ženevě prodej 51 % akcií značky SEAT německé nadnárodní společnosti.
- 1991 – Italská proletářská demokratická strana se rozhodla vstoupit do Strany komunistické obnovy.
- 1991 – Jordánský král Husajn I. podepsal ústavní dokument, který otevřel cestu k multi-stranismu, ten byl schválen aklamací a bez hlasování Národní konference.
- 1995 – Italská vláda slavnostně otevřela Národní park Vesuv.
- 1999 – Kosovská válka: Jugoslávie a NATO podepsaly mírovou smlouvu.
- 2001 – Irové v referendu odmítli Smlouvu z Nice, která měla umožnit rozšíření Evropské unie o kandidátské země východní a střední Evropy.
- 2006 – V Německu začal XVIII. Mistrovství světa ve fotbale.
- 2007
  - Raketoplán Atlantis utrpěl poškození tepelného štítu, které by mohlo ohrozit misi.
  - Argentinská kapela Soda Stereo po 10 letech odloučení oznámila návratové turné (Me Verá Volver 2007).
- 2013 – Deník Guardian zveřejnil identitu Edwarda Snowdena, na jeho vlastní žádost.
- 2018 – V Kanadě konec výročního summitu G7, který se konal v Manoir Richelieu v La Malbaie v regionu Charlevoix v Quebecu.
- 2019
  - Ústavní soud Vnějšího Moldavska jmenuje Pavla Filipa prozatímním prezidentem a dává mu pokyn rozpustit parlament poté, co zneplatní jmenování jeho nástupkyně premiérkou Maiou Sanduovou.
  - Prezidentské volby se v Kazachstánu konají předčasně během rezignace prezidenta Nursultana Nazarbajeva a jeho nahrazení bývalým předsedou Senátu Kassym-Jomartem Tokajevem, který vyhlašuje volby rok před plánovaným termínem v zemi. Země není obecně považována za demokracii. Kasym-Žomart vyhrál volby se 70,8 % hlasů.
- 2021 – V Mongolsku se konají prezidentské volby, které volí 6. prezidenta země. Volby vedou ke střídání s vítězstvím v prvním kole Ukhnaagiin Khürelsükh z Mongolské lidové strany

## Narození
Viz též Kategorie:Narození 9. června — automatický abecedně řazený seznam.

### Česko

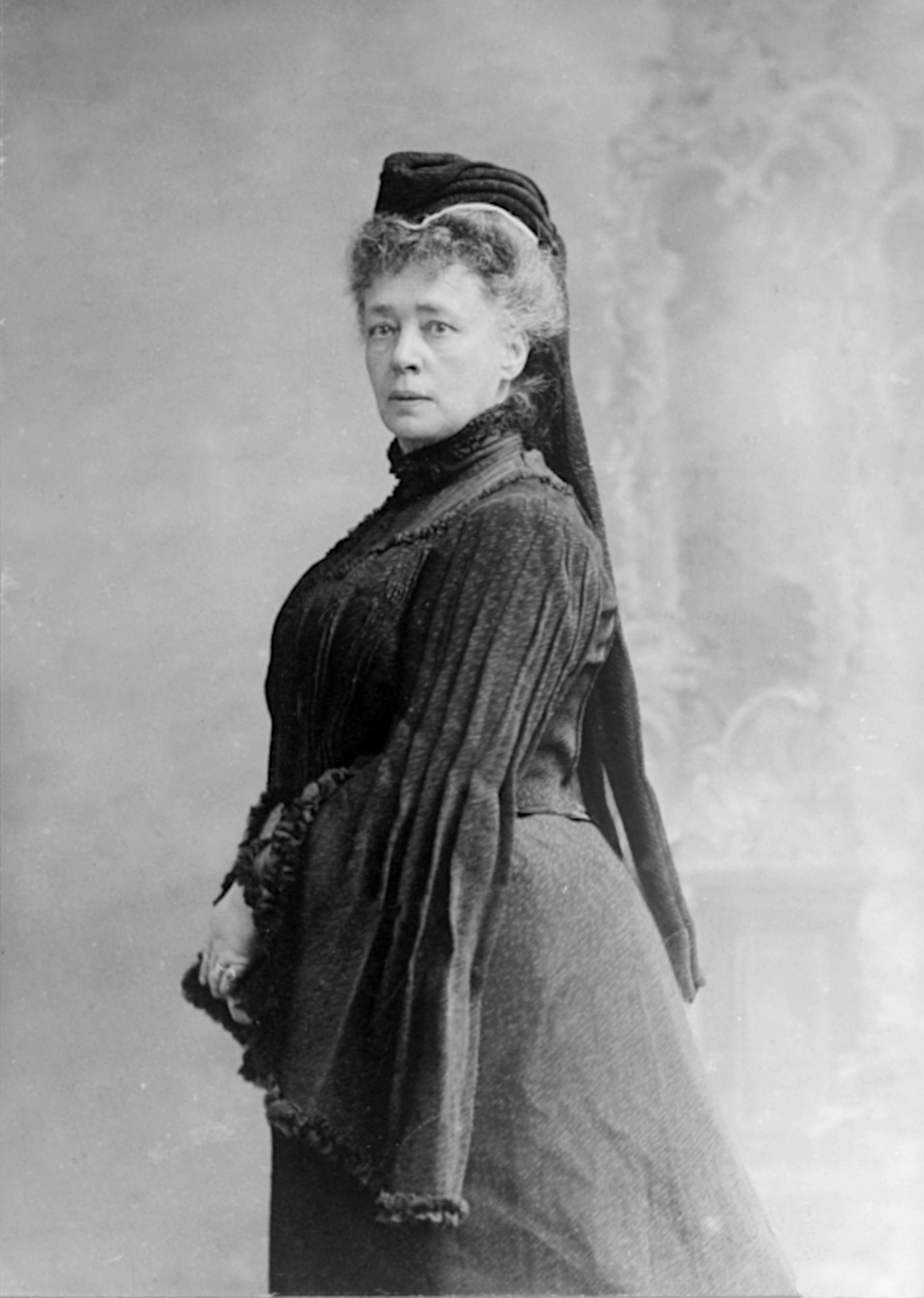
Bertha von Suttnerová (* 1843)

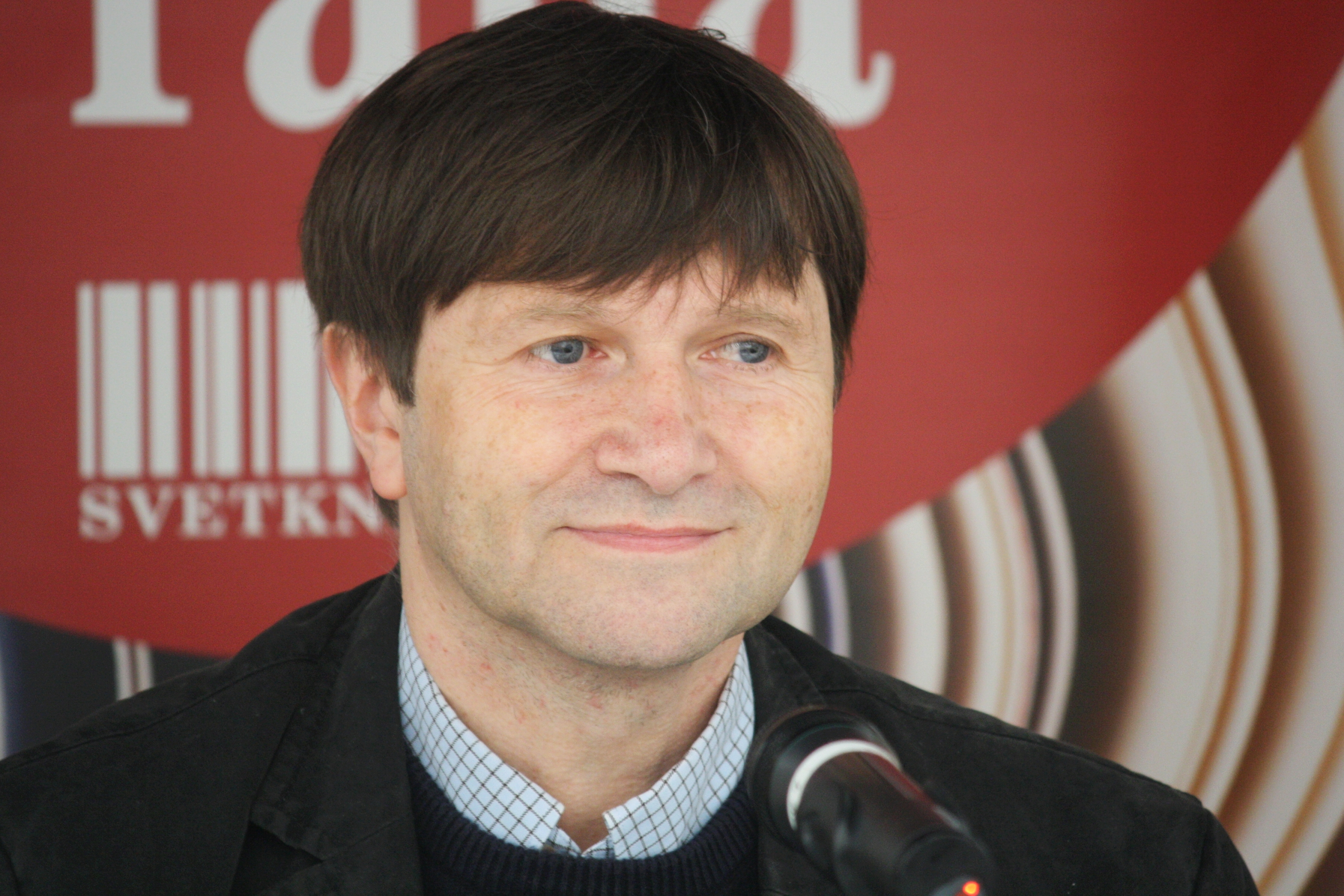
Jan Hrušínský (* 1955)

- 1757 – Jan Rudolf Czernin z Chudenic, prezident císařské akademie výtvarných umění († 23. dubna 1845)
- 1818 – Jan Adolf Brandeis, portrétní malíř a fotograf († 13. listopadu 1872)
- 1843 – Bertha von Suttnerová, radikální pacifistka, publicistka a spisovatelka, první česká nositelka Nobelovy ceny, první žena, která získala tuto cenu za mír († 1914)
- 1844 – Anton Aigner, poslanec Českého zemského sněmu, starosta Frýdlantu († 25. dubna 1912)
- 1891 – František Foltýn, malíř († 8. června 1976)
- 1896
  - František Bláha, lékař, poslanec, signatář Charty 77 († 26. března 1979)
  - Miroslav Lorenc, architekt, legionář, účastník protinacistického odboje († 11. února 1943)
- 1900 – Alfréd Ressel, odbojář, generálmajor, příslušník 1. čs. armádního sboru v SSSR († 1. listopadu 1983)
- 1907 – Oldřich Králík, literární historik († 20. srpna 1975)
- 1910 – Rastislav Váhala, právník, účastník protinacistického odboje († 2. prosince 1988)
- 1911 – Eva Vrchlická mladší, tanečnice a choreografka († 6. listopadu 1996)
- 1916 – Karol Mladý, voják a velitel výsadku Embassy († 29. prosince 1944)
- 1923 – Milena Müllerová, bývalá sportovní gymnastka, olympijská vítězka († 15. prosince 2009)
- 1927 – Viktor Rudiš, architekt
- 1928
  - Daniel Reynek, tiskař a umělecký fotograf († 23. září 2014)
  - Svatava Hubeňáková, herečka († 23. prosince 2024)
  - Milan Otáhal, historik († 9. října 2017)
- 1930

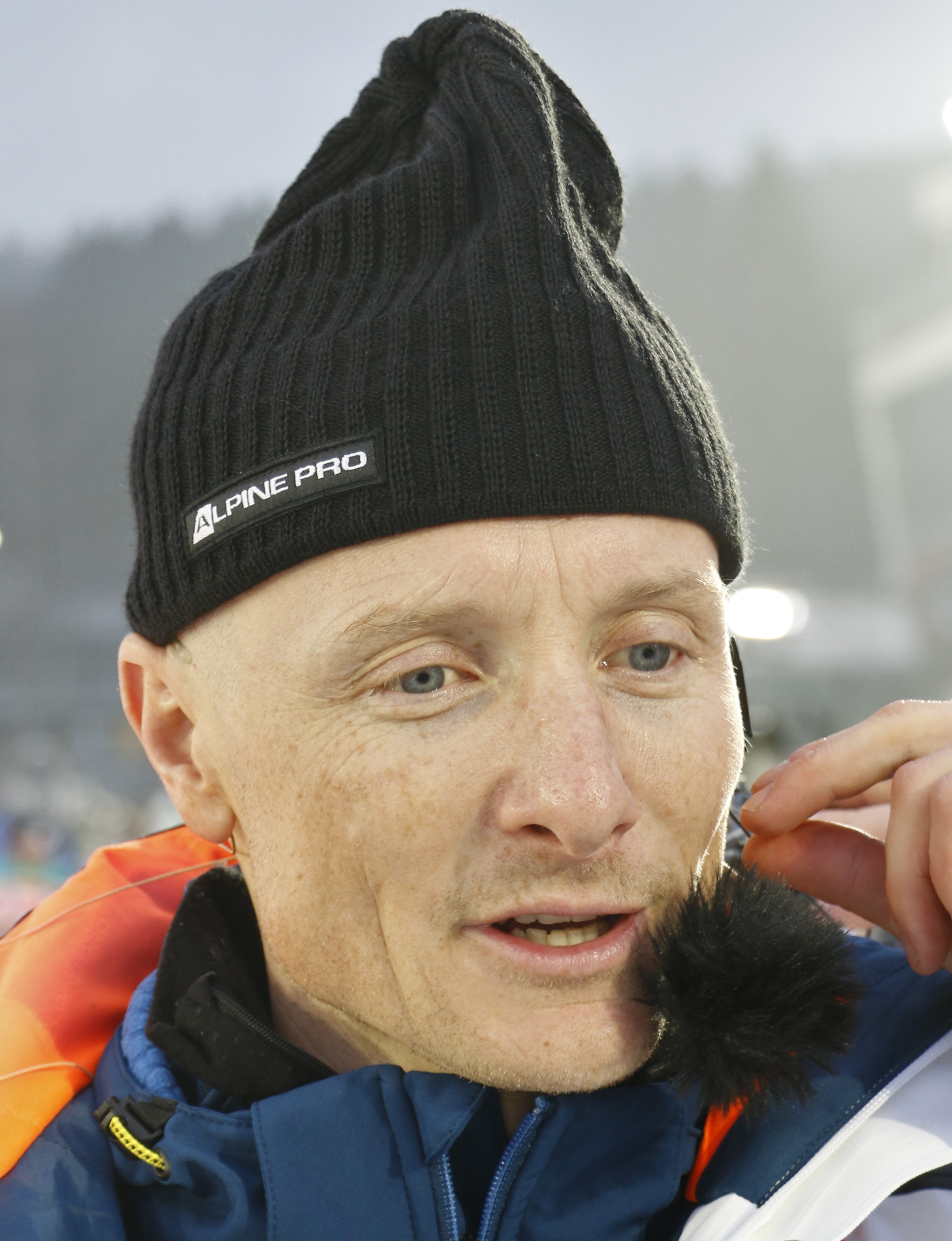
Ondřej Moravec (* 1984)

  - Ondřej Moravec (* 1984)Jenny Hladíková, výtvarnice, grafička a autorka tapiserií († 25. července 2022)
  - Zdeněk Karel Slabý, spisovatel, publicista, kritik a překladatel († 11. března 2020)
  - Pavel Grym, novinář a spisovatel († 24. listopadu 2004)
- 1932 – Zdeněk Veselý, malíř, grafik a ilustrátor († 1. prosince 2016)
- 1933 – Vladivoj Tomek, skaut, oběť komunistického režimu († 17. listopadu 1960)
- 1934 – Luděk Hřebíček, kvantitativní lingvista, turkolog, překladatel († 29. prosince 2015)
- 1936 – Rastislav Michal, malíř, grafik a ilustrátor
- 1946 – Ivana Pavlová, herečka a tanečnice († 2. září 2023)
- 1952 – Zdeněk Žák, herec
- 1954 – Alena Činčerová, režisérka krátkých filmů
- 1955 – Jan Hrušínský, herec
- 1965
  - Richard Dvořák, klávesista
  - Miroslav Kalous, politik
- 1974 – Kateřina Ronovská, ústavní soudkyně a vysokoškolská profesorka
- 1978
  - DJ Wich, hudební producent a diskžokej
  - Gabriela Partyšová, moderátorka a herečka
- 1984 – Ondřej Moravec, biatlonista

### Svět

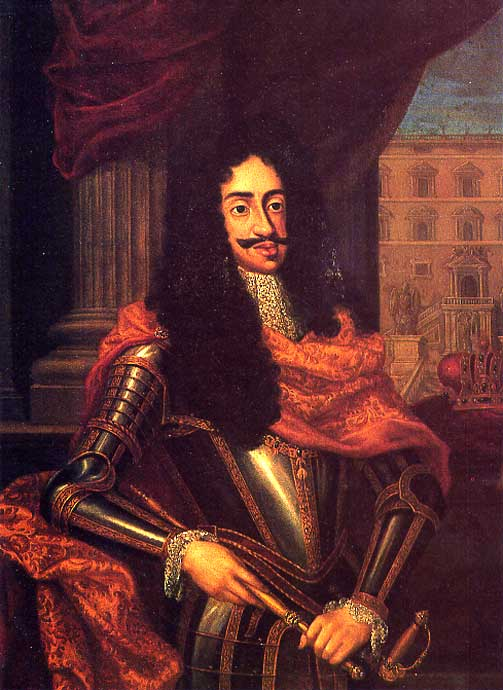
Leopold I. (* 1640)

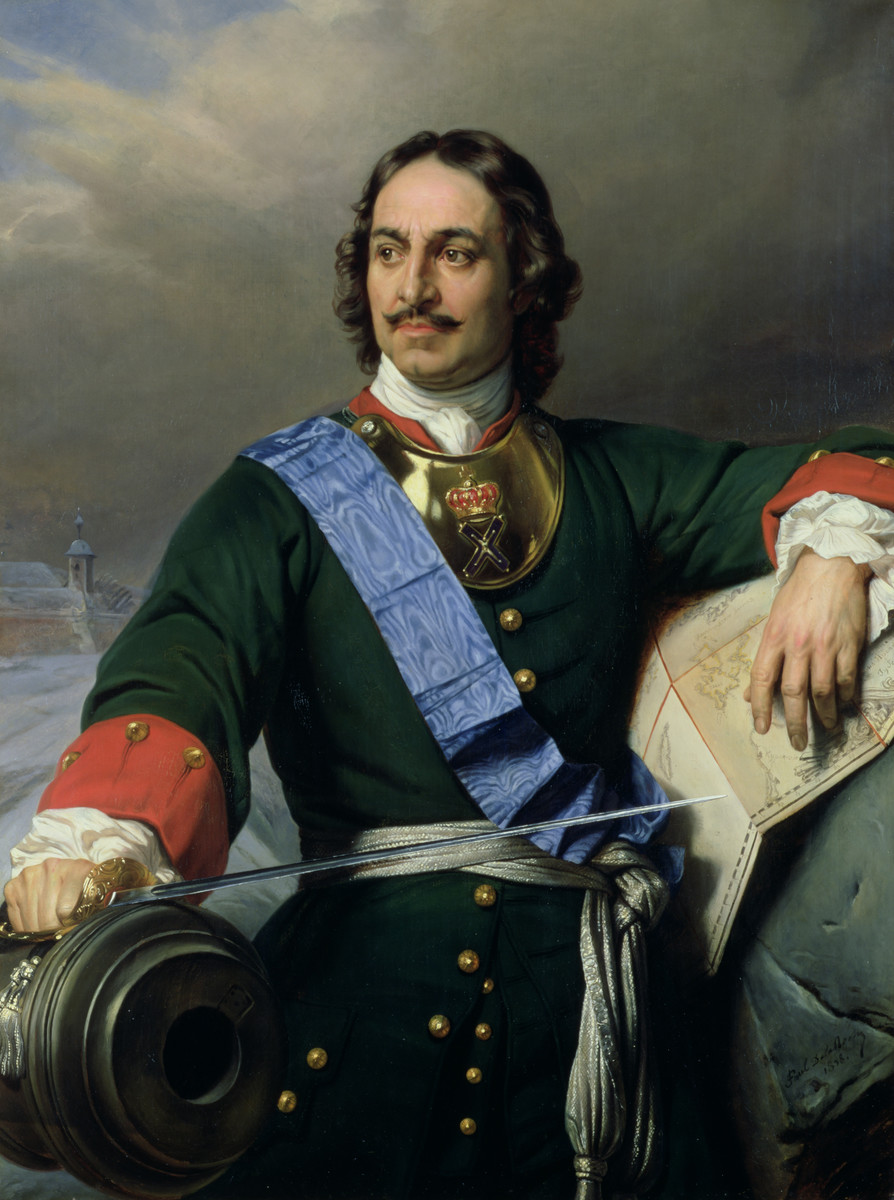
Petr I. Veliký (* 1672)

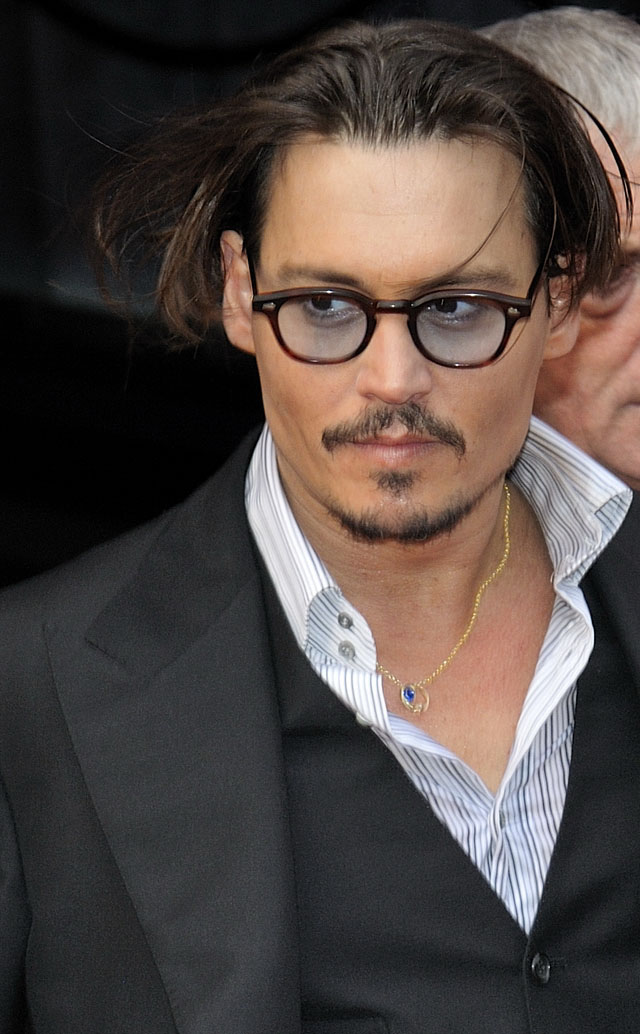
Johnny Depp (* 1963)

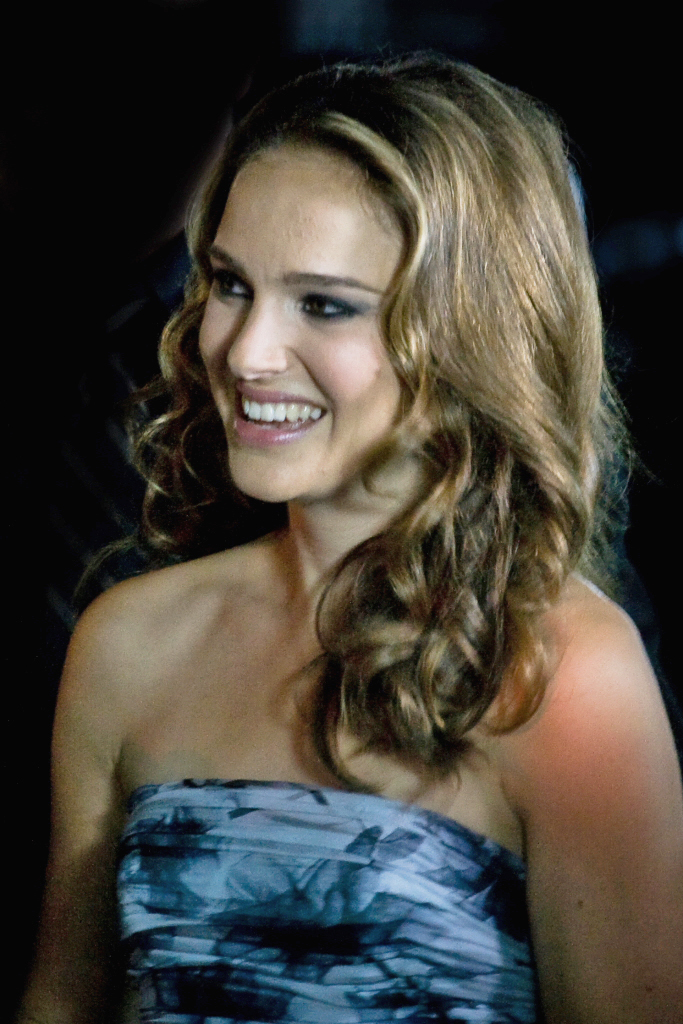
Natalie Portmanová (* 1981)

- 1595 – Vladislav IV. Vasa, polský král a velkokníže litevský († 20. května 1648)
- 1508 – Primož Trubar, slovinský církevní reformátor († 28. června 1586)
- 1661 – Fjodor III. Alexejevič, ruský car († 7. května 1682)
- 1640 – Leopold I., císař Svaté říše římské národa německého, český a uherský král († 5. května 1705)
- 1672 – Petr Veliký, ruský car († 8. února 1725)
- 1686 – Heinrich Johann Ostermann, ruský diplomat a generál admirál († 31. května 1747)
- 1762 – Luigi Cagnola, italský architekt († 14. srpna 1833)
- 1781 – George Stephenson, britský konstruktér parních lokomotiv († 12. srpna 1848)
- 1787 – Fréderic Cailliaud, francouzský cestovatel a mineralog († 1. května 1869)
- 1806 – Ludvík III. Hesensko-Darmstadtský, hesenský velkovévoda († 13. června 1877)
- 1810 – Otto Nicolai, německý hudební skladatel a dirigent († 11. května 1849)
- 1812 – Johann Gottfried Galle, německý astronom († 1910)
- 1836 – Elizabeth Garrettová Andersonová, anglická lékařka a feministka († 17. prosince 1917)
- 1837 – Michael Rua, rector major salesiánů († 6. dubna 1910)
- 1843 – William Pywell, americký reportážní fotograf († 1887)
- 1856 – Aharon David Gordon, sionistický aktivista a teoretik († 22. února 1922)
- 1865
  - Albéric Magnard, francouzský hudební skladatel († 3. září 1914)
  - Carl Nielsen, dánský dirigent, houslista a skladatel († 3. října 1931)
- 1869 – Friedrich Wilhelm Foerster, německý filosof († 9. ledna 1966)
- 1874 – Launceston Elliot, skotský vzpěrač, olympijský vítěz († 8. srpna 1930)
- 1875 – Henry Hallett Dale, anglický farmakolog a fyziolog († 23. červenec 1968)
- 1879 – Joseph Avenol, francouzský diplomat, druhý generální tajemník Společnosti národů († 2. září 1952)
- 1882 – Bobby Kerr, kanadský olympijský vítěz v běhu na 200 metrů († 12. května 1963)
- 1891 – Cole Porter, americký hudební skladatel a textař († 15. října 1964)
- 1898
  - Luigi Fagioli, italský pilot Formule 1 († 20. června 1952)
  - Curzio Malaparte, italský spisovatel a novinář († 19. července 1957)
- 1899 – Petar S. Petrović, srbský herec a spisovatel († 20. října 1952)
- 1903 – Felice Bonetto, italský automobilový závodník, účastník mistrovství světa Formule 1 († 21. listopadu 1953)
- 1911 – Maclyn McCarty, americký genetik († 2. ledna 2005)
- 1915 – Les Paul, americký jazzový kytarista, vynálezce, průkopník vývoje elektrické kytary († 13. srpna 2009)
- 1916
  - Jurij Brězan, lužickosrbský spisovatel († 12. března 2006)
  - Robert McNamara, americký voják, politik, byznysmen, bývalý ministr obrany USA († 6. července 2009)
- 1917 – Eric Hobsbawm, britský historik († 1. října 2012)
- 1922 – George Axelrod, americký spisovatel, scenárista, producent, režisér a herec († 21. června 2003)
- 1926 – Ben Roy Mottelson, dánský fyzik, Nobelova cena 1975  († 13. května 2022)
- 1927 – Helmut Zilk, rakouský politik († 24. října 2008)
- 1929 – Johnny Ace, americký zpěvák († 25. prosince 1954)
- 1934 – Helga Haaseová, německá rychlobruslařka, olympijská vítězka († 16. června 1989)
- 1936 – Filippo Coarelli, italský archeolog a helénista
- 1938 – Eje Thelin, švédský pozounista († 18. května 1990)
- 1939 – Kornel Smržík, slovenský pedagog, básník, výtvarník a politik († 20. ledna 2002)
- 1941 – Jon Lord, britský klavírista a hráč na Hammondovy varhany († 16. července 2012)
- 1943
  - Kenny Barron, americký jazzový klavírista, hudební skladatel a pedagog
  - Joe Haldeman, americký spisovatel science fiction
- 1944 – Christine Goitschelová, francouzská alpská lyžařka
- 1945
  - Betty Mahmoody, americká spisovatelka
  - Faina Melniková, sovětská olympijská vítězka v hodu diskem  († 16. prosince 2016)
- 1947
  - Françoise Demulder, francouzská válečná fotografka († 3. září 2008)
  - Mitch Mitchell, americký hudebník (The Jimi Hendrix Experience) (†12. listopadu 2008)
  - Mick Box, britský kytarista rockové skupiny Uriah Heep
- 1949 – Francis Monkman, anglický skladatel rockové, klasické a filmové hudby († 12. května 2023)
- 1950 – Trevor Bolder, britský hudebník († 21. května 2013)
- 1951
  - James Newton Howard, americký klavírista, hudební skladatel
  - Terry Uttley, anglický basový kytarista a zpěvák skupiny Smokie
- 1952 – Pavol Hrušovský, slovenský politik
- 1954 – Paul Chapman, velšský kytarista († 9. června 2020)
- 1959 – Binjamin Ganc, izraelský politik a armádní generál
- 1961 – Michael J. Fox, kanadský herec
- 1963
  - Johnny Depp, americký herec
  - Gilad Atzmon, izraelský jazzový saxofonista
- 1964 – Gloria Reubenová, kanadská herečka
- 1971 – Jean Galfione, francouzský atlet, skokan o tyči
- 1977 – Peja Stojaković, srbský basketbalista
- 1978
  - Miroslav Klose, německý fotbalista
  - Matthew Bellamy, zpěvák britské skupiny Muse
  - Dmitrij Byčkov, ruský sportovní horolezec
- 1979 – Émilie Loitová, francouzská tenistka
- 1981
  - Natalie Portmanová, izraelsko-americká herečka
  - Irakli Labadze, gruzínský tenista
- 1983 – Erin Cafarová, americká veslařka
- 1984 – Wesley Sneijder, nizozemský fotbalista
- 1989
  - Julie Bressetová, francouzská cyklistka
  - Konstantin Sergejevič Semjonov, ruský volejbalista
- 1992 – Yannick Agnel, francouzský plavec

## Úmrtí
Viz též Kategorie:Úmrtí 9. června — automatický abecedně řazený seznam.

### Česko

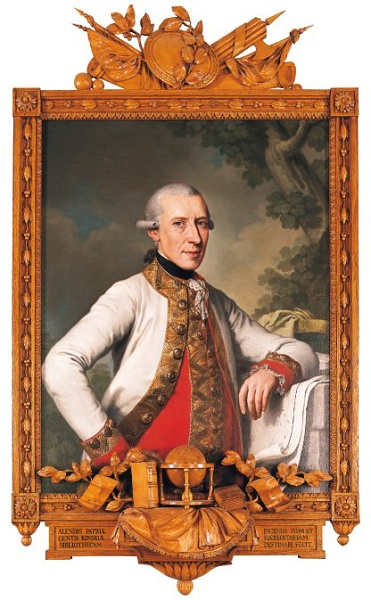
František Josef Kinský († 1805)

- 1680 – Jan Varinus, františkánský kazatel (* ?)
- 1798 – Johann Paul Loschy, stavitel a architekt (* 1710) ?
- 1805 – František Josef Kinský, šlechtic a rakouský vojenský velitel (* 6. prosince 1739)
- 1881 – Moritz Raudnitz, rakouský a český advokát a politik německé národnosti (* 1. června 1829)
- 1883 – František Špatný, lexikograf (* 8. března 1814)
- 1889 – Josef Jakubec, básník (* 3. srpna 1858)
- 1895 – Gustav Belrupt-Tissac, olomoucký biskup (* 11. září 1818)
- 1902 – Viktor Barvitius, malíř (* 28. března 1834)
- 1907 – František Zákrejs, spisovatel (* 7. května 1839)
- 1909 – Robert von Weinzierl, severočeský archeolog a přírodovědec (* 29. března 1855)
- 1911 – Josef Čipera, rakouský a český pedagog a politik (* 1850)
- 1912 – Ferdinand Heller, hudební skladatel a sbormistr (* 21. června 1824)
- 1915 – Jan Rataj, zemědělec a politik (* 14. července 1855)
- 1930 – H. Uden, lékař, politik a spisovatel (* 5. října 1847)
- 1942 – Jan Auerhan, právník a statistik (* 2. září 1880)
- 1943 – Theobald Scharnagl, opat cisterciáckého kláštera v Oseku (* 4. února 1867)
- 1944 – Isidor Vondruška, kněz, hagiograf a spisovatel (* 8. února 1865)
- 1945 – Antonín Procházka, malíř (* 5. června 1882)
- 1951 – Adolf Hrubý, ministr protektorátní vlády (* 21. května 1893)
- 1952 – Ferdinand Benda, československý politik (* 30. října 1880)
- 1956 – Jaroslav Hněvkovský, malíř a cestovatel, nazývaný "malíř Indie" (* 10. dubna 1884)
- 1962 – Berthold Epstein, pediatr (* 1. dubna 1890)
- 1964 – Václav Kubásek, režisér (* 3. června 1897)
- 1969 – Marie Kyzlinková, autorka řady ženských románů (* 4. srpna 1889)
- 1989 – Karel Dvořák, literární historik, folklorista a překladatel (* 28. května 1913)
- 2003 – Vladimír Tesařík, zpěvák a hudebník, člen skupiny Yo Yo Band (* 20. září 1947)
- 2013 – Zdeněk Rotrekl, básník, spisovatel, publicista, literární historik a scenárista (* 1. října 1920)
- 2021 – Libuše Šafránková, česká filmová, divadelní a televizní herečka (* 7. června 1953)

### Svět

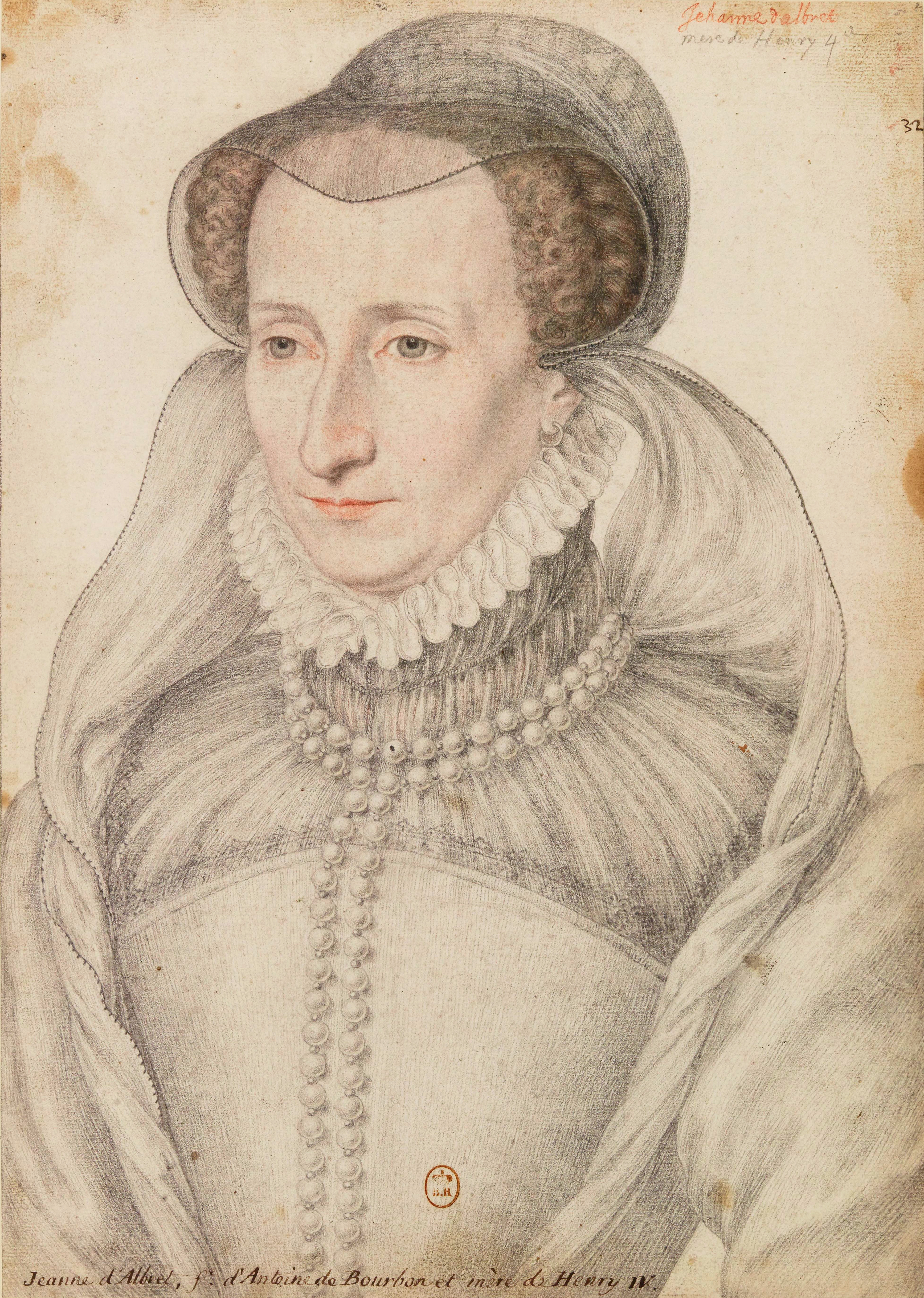
Jana III. Navarrská († 1572)

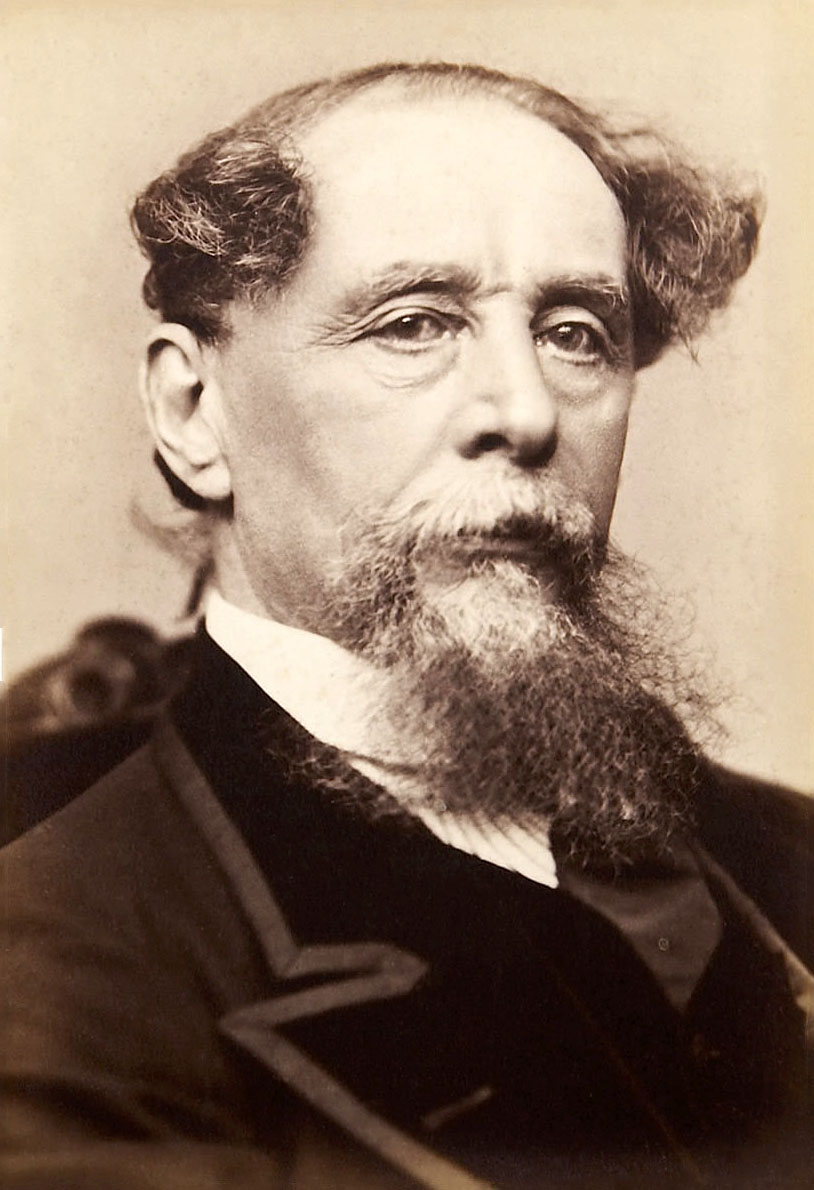
Charles Dickens († 1870)

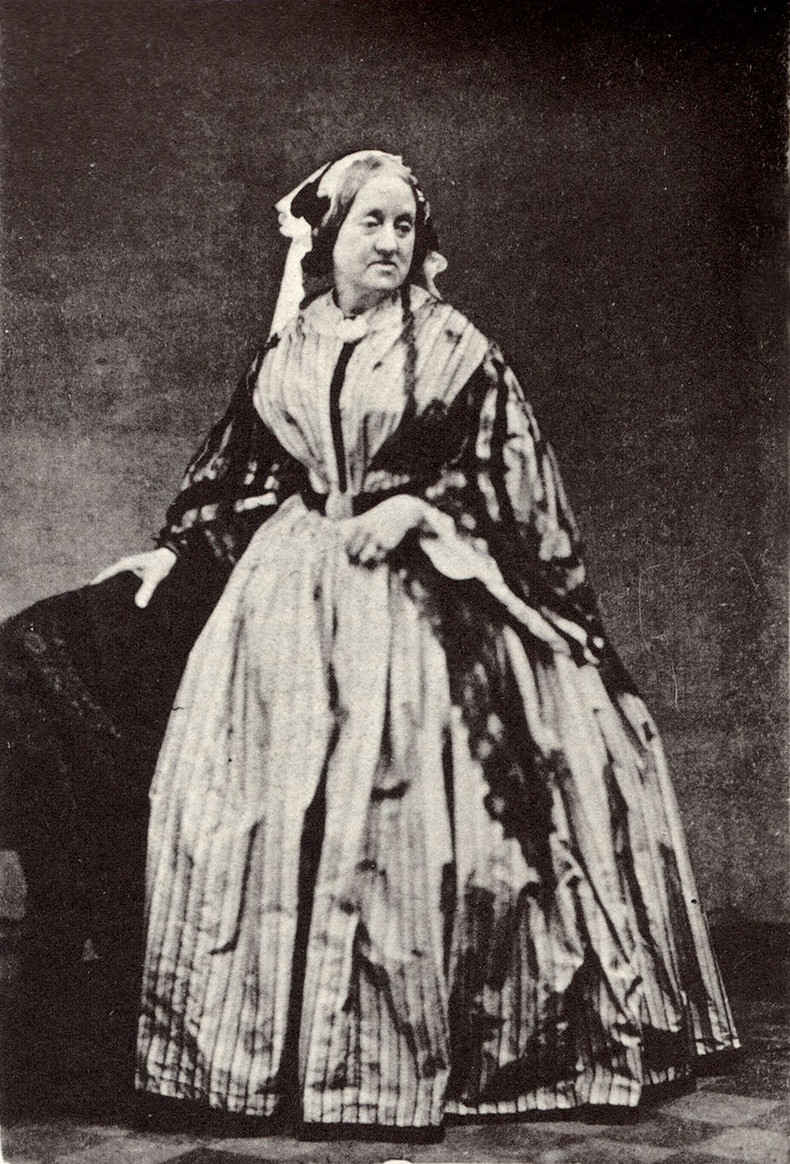
Anna Atkinsová († 1871)

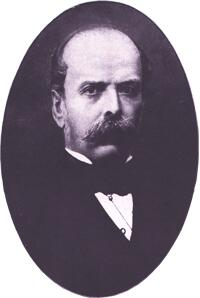
Filippo Pacini († 1883)

- 0068 – Nero, římský císař (* 15. prosince 37)
- 1280 – Herebord von Bismarck, první doložený zástupce rodu Bismarcků (* okolo 1200)
- 1572 – Jana III. Navarrská, královna navarrská (* 16. listopadu 1528)
- 1597 – José de Anchieta, španělský kněz a světec (* 19. března 1534)
- 1681 – William Lilly, anglický astrolog a okultista (* 11. května 1602)
- 1701 – Filip I. Orleánský, druhorozený syn francouzského krále Ludvíka XIII. (* 21. září 1640)
- 1717 – Madame Jeanne Guyon, francouzská mystička (13. dubna 1648)
- 1748 – Bernardo Spinetti, severoitalský sochař a štukatér (* ? 1699)
- 1820
  - Vilemína Pruská, pruská princezna (* 7. srpna 1751)
  - Vilemína z Lichtenau, milenka pruského krále Fridricha Viléma II. (* 29. prosince 1753)
- 1825 – Abraham Rees, velšský encyklopedista (* 1743)
- 1834 – William Carey, anglický baptistický misionář (* 17. srpna 1761)
- 1837 – Anna Maria Taigi, italská blahoslavená katolické církve (* 29. května 1769)
- 1849 – Thomas Robert Bugeaud, francouzský generál (* 15. října 1784)
- 1863 – Dóst Muhammad Chán, afghánský emír (* 23. prosince 1793)
- 1870 – Charles Dickens, britský spisovatel (* 7. února 1812)
- 1871 – Anna Atkinsová, anglická botanička a fotografka (* 16. března 1799)
- 1878 – Barthélemy Charles Joseph Dumortier, belgický botanik (* 3. dubna 1797)
- 1883 – Filippo Pacini italský anatom, objevitel původce cholery (* 25. května 1812)
- 1897 – Alvan Graham Clark, americký astronom (* 1832)
- 1903 – Gaspar Núñez de Arce, španělský básník a politik (* 4. srpna 1834)
- 1905 – Serfiraz Hanım, konkubína osmanského sultána Abdulmecida I. (* 1837)
- 1912 – Ion Luca Caragiale, rumunský spisovatel (* 30. ledna 1852)
- 1914 – Jan Sobek, klarinetista a hudební skladatel českého původu (* 30. dubna 1831)
- 1915 – Hugo Glanz von Eicha, předlitavský šlechtic a politik (* 9. prosince 1848)
- 1921 – Jennie Churchill, britská šlechtična, matka britského premiéra Winstona Churchilla (* 9. ledna 1854)
- 1923 – Helena Britská, členka britské královské rodiny (* 25. května 1846)
- 1927 – Ludwig Christian Haeusser, potulný německý kazatel (* 6. listopadu 1881)
- 1932 – Émile Friant, francouzský malíř (* 16. dubna 1863)
- 1934 – Ján Kvačala, slovenský pedagog, zakladatel komeniologie, církevní historik, a evangelický kazatel (* 1862)
- 1941 – Franz Koritschoner, jeden ze zakladatelů Komunistické strany Rakouska (* 23. února 1891)
- 1946 – Ananda Mahidol, osmý thajský král dynastie Čakri (* 20. září 1925)
- 1947 – Lucjan Żeligowski, polský generál (* 17. října 1865)
- 1948 – James Young, americký filmový režisér, herec a scenárista (* 1. ledna 1872)
- 1951
  - Angelos Sikelianos, řecký básník a dramatik (* 15. března 1884)
  - Mary White Ovingtonová, americká sufražetka (* 11. dubna 1865)
- 1958 – Robert Donat, britský herec (* 18. března 1905)
- 1959 – Adolf Otto Reinhold Windaus, německý chemik, držitel Nobelovy ceny (* 1876)
- 1960 – Semjon Alexejevič Lavočkin, sovětský letecký konstruktér (* 11. září 1900)
- 1972
  - Róbert Pobožný, biskup neilenský, apoštolský administrátor rožňavský (* 30. května 1890)
  - Rudolf Belling, německý sochař (* 26. srpna 1886)
- 1978 – Lee McGiffinová, americká novinářka a spisovatelka (* 1. října 1908)
- 1987 – Monique Haasová, francouzská klavíristka (* 20. října 1909)
- 1989 – George Wells Beadle, americký genetik, Nobelova cena za chemii 1958 (* 22. října 1903)
- 1990 – Angus McBean, velšský fotograf (* 8. června 1904)
- 1991 – Claudio Arrau, chilsko-americký klavírista (* 6. února 1903)
- 1994 – Jan Tinbergen, nizozemský ekonom, Nobelova cena za ekonomii 1969 (* 12. dubna 1903)
- 1998 – Agostino Casaroli, římskokatolický kněz a diplomat Vatikánu (* 1914)
- 2000
  - Ernst Jandl, rakouský básník, dramatik a spisovatel (* 1. srpna 1925)
  - Gwynne Edwards, velšský violista (* 1909)
- 2001 – Arno Puškáš, slovenský horolezec, publicista (* 4. února 1925)
- 2003 – Kató Lomb, maďarská tlumočnice, překladatelka, „jazykový génius“ (* 8. února 1909)
- 2004 – John Gatchell, americký trumpetista (* 27. listopadu 1945)
- 2006
  - Bohuslav Cambel, slovenský geochemik a geolog (* 29. října 1919)
  - Drafi Deutscher, německý zpěvák, skladatel a producent (* 9. května 1946)
- 2010 – Harold Ivory Williams, americký hudebník (* 25. srpna 1949
- 2012
  - Abram Wilson, americký jazzový trumpetista (* 30. srpna 1973)
  - Paul Jenkins, americký malíř (* 12. července 1923)
- 2013
  - Franz Halberg, americký vědec, zakladatel moderní chronobiologie (* 5. července 1919)
  - Iain M. Banks, skotský spisovatel (* 16. února 1954)
- 2014
  - Bernard Agré, kněz z Pobřeží slonoviny, arcibiskup Abidžanu, kardinál (* 2. března 1926)
  - Rik Mayall, anglický komik, scenárista, herec (* 7. března 1958)
- 2015 – Fred Anton Maier, norský rychlobruslař, olympijský vítěz (* 15. prosince 1938)
- 2017 – Adam West, americký herec (* 19. září 1928)
- 2023 – Alain Touraine, francouzský sociolog (* 3. srpna 1925)
- 2025 – Frederick Forsyth, britský spisovatel (* 25. srpna 1938)

## Svátky

### Česko
- Stanislava
- Morgan, Morgana, Morand
- Jošt
- Libor

### Svět
- Mezinárodní den archivů
- Slovensko: Stanislava
- Jordánsko: Výročí korunovace krále Abduláha II.
- Alandské ostrovy: Den autonomie
- Coral Triangle Day

### Liturgický kalendář
- Sv. Efrém Syrský

| 9. červen v pražském KlementinuÚdaje jsou platné k 29. 4. 2025. | 9. červen v pražském KlementinuÚdaje jsou platné k 29. 4. 2025. | 9. červen v pražském KlementinuÚdaje jsou platné k 29. 4. 2025. |
| minimum                                                         | denní průměr                                                    | maximum                                                         |
| --------------------------------------------------------------- | --------------------------------------------------------------- | --------------------------------------------------------------- |
| 5,8 °C (1873)                                                   | 17,5 °C (od 1961)                                               | 34,0 °C (2014)                                                  |